# The Italic
The Italic, auch Jackson East, ist ein Wolkenkratzer im Stadtbezirk Queens in New York City, Vereinigte Staaten. Das Wohngebäude bildet zusammen mit dem Schwestergebäude The Bold (Jackson West) ein Wohnbauprojekt der beiden Unternehmen Fetner Properties und Lions Group.

## Beschreibung
The Italic befindet sich im Stadtteil Long Island City an der Jackson Avenue zwischen der Dutch Kills Street und Purves Street. Gegenüber steht jenseits der Jackson Avenue das zweite Hochhaus des Bauprojekts, der 102,4 m hohe The Bold. Direkt angrenzend an der Nordostseite des Gebäudes verlaufen Rampen zur Queensboro Bridge. Die nächstgelegene U-Bahn-Station der New York City Subway ist die drei Blocks entfernte Station Queens Plaza, wo die Linien  verkehren.
Der Wohnturm The Italic wurde von den SLCE Architects entworfen, erreicht eine Gesamthöhe von 160,3 Meter (526 Fuß) und besitzt 50 Stockwerke. Damit nimmt er mit Stand Februar 2025 den elften Platz der höchsten Gebäude in Queens ein. Der Baubeginn erfolgte 2022, im Dezember 2023 erreichte der Wolkenkratzer seine endgültige Höhe und die Bauarbeiten wurden im Jahr 2025 abgeschlossen. Er wurde mit einem mit „American Lions“ benannten Joint Venture zwischen den beiden Immobilienunternehmen Fetner Properties und Lions Group errichtet. Das Gebäude hat einen kurzen Rücksprung in der 14. Etage und eine glatte, hellblaue Glasfassade. Der Wohnturm beherbergt 363 Wohnungen, darunter 109 mit Mietminderung. Den Bewohnern stehen unter anderem eine Gemeinschaftslounge, ein Fitnessraum, ein Zwei-Bucht-Golfsimulator, ein Basketballplatz, Coworking-Stellplätze und eine Dachterrasse im Freien zur Verfügung. Im Sockel sind des Weiteren auf 1800 m² Einzelhandelsflächen untergebracht.
Vor dem Gebäude befindet sich auf einer Verkehrsinsel die rosafarbene Skulptur „Sunbather“.

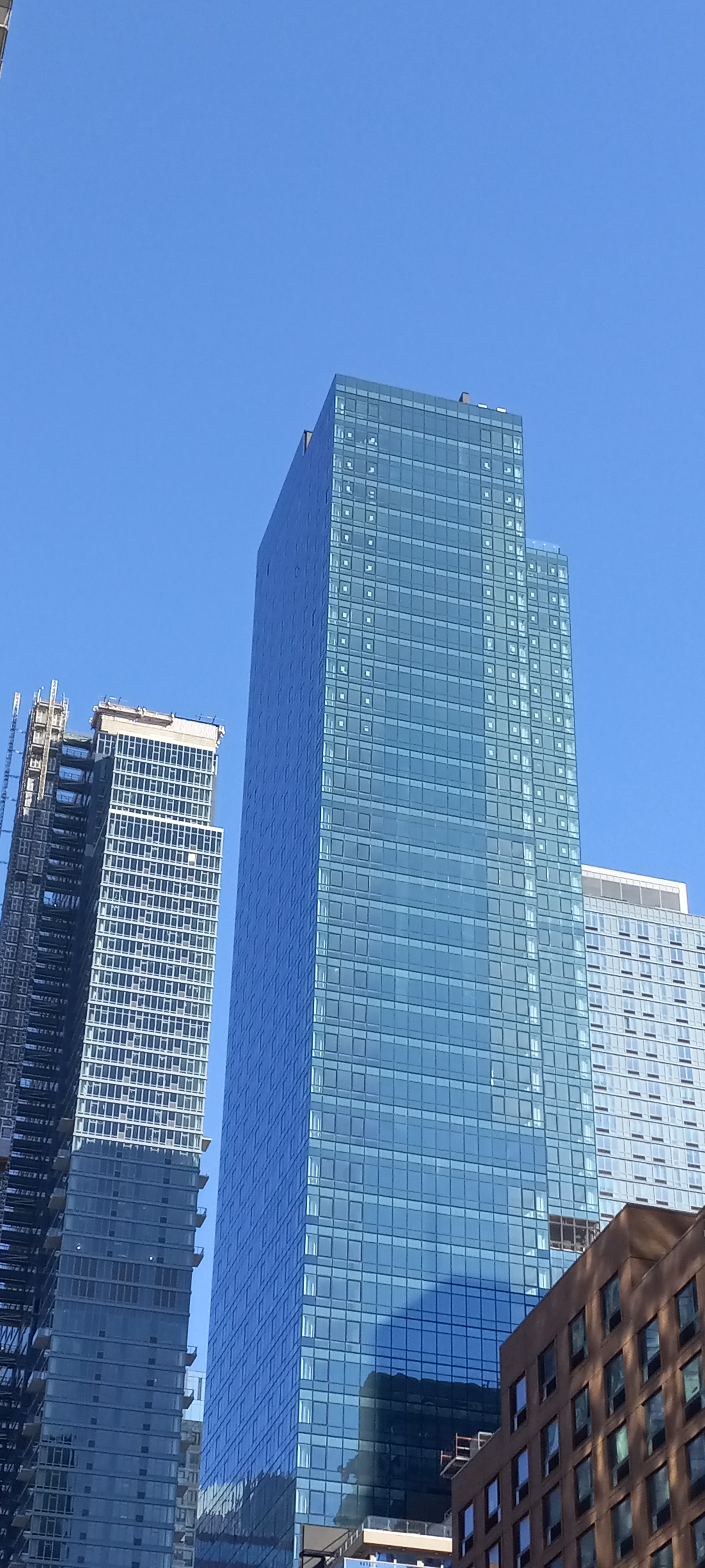
Der Wohnturm am 7. Februar 2025 (dahinter der The Orchard)